# روتبوری
latitudeروتبوریlongitudeروتبوری
روتبوری (به انگلیسی: Rothbury) یک شهرک در بریتانیا است که در نورث‌آمبرلند واقع شده‌است.

## خصوصیات
روتبوری ۱٬۷۴۰ نفر جمعیت دارد.